# Personaggi di Saint Seiya - Next Dimension - Myth of Hades
In questa pagina sono elencati i personaggi del manga Saint Seiya - Next Dimension - Myth of Hades di Masami Kurumada,  sequel canonico di Saint Seiya - I Cavalieri dello zodiaco, prodotto dallo stesso autore dal 1985 al 1990 per Shueisha.

## Divinità
| Nome                          | Nome originale                                    | Divinità |
| ----------------------------- | ------------------------------------------------- | --- |
| Atena (Saori Kido)            | 城戸沙織（女神アテナ) (Kido Saori (Megami Atena)) | Dea della guerra e della sapienza, è anche uno dei personaggi principali del primo storico manga di Saint Seiya                                       |
| Hades e (Alone)               | 冥王ハーデス (アローン) (Meiō Hades (Aron))       | Dio dell'oltretomba |
| Artemis                       | 月の女神 アルテミス (Tsuki no Megami Arutemisu)   | Dea della Luna e della caccia, sorella maggiore di Atena                                                                                              |
| Chronos (greco antico Χρόνος) | 時の神 クロノス (Toki no Kami Kuronosu)           | Dio del Tempo, potentissima divinità la quale è l'unica divinità che ha potere sul tempo, essendo egli stesso il tempo.                               |
| Atena (Sasha).                | Sasha （女神アテナ).                              | Dea della guerra e della sapienza, grande amica d'infanzia di Alone e Tenma, viveva con loro a Firenze, è la reincarnazione di Atena nel 18º secolo.  |
| Apollo                        | Apollo（アポロ).                                  | Dio del Sole, fratello maggiore di Atena e Artemide, compare nella parte finale del manga. Ha l'appellativo di "il più giusto degli Dei dell'olimpo". |

## Seguaci di Atena

### Sacri guerrieri di bronzo (Bronze Saint)
| Nome              | Nome originale                           | Costellazione | Note |
| ----------------- | ---------------------------------------- | ------------- | --- |
| Tenma di Pegasus  | 天馬星座の天馬 (Pegasasu no Tenma)       | Pegaso        | Sacro guerriero di bronzo del XVIII secolo, amico di Alone                                                                                          |
| Seiya di Pegasus  | 天馬星座の星矢 (Pegasasu no Seiya)       | Pegaso        | Sacro guerriero di bronzo del XX secolo, è anche uno dei personaggi principali del primo storico manga di Saint Seiya. È la reincarnazione di Tenma |
| Shun di Andromeda | アンドロメダ星座の瞬 (Andromeda no Shun) | Andromeda     | Sacro guerriero di bronzo del XX secolo, è anche uno dei personaggi principali del primo storico manga di Saint Seiya                               |
| Ikki di Phoenix   | 鳳凰星座の一輝 (Fenikkusu no Ikki)       | Fenice        | Sacro guerriero di bronzo del XX secolo, è anche uno dei personaggi principali del primo storico manga di Saint Seiya                               |
| Hyoga di Cygnus   | 白鳥星座の氷河 (Cygnus no Hyoga)         | Cigno         | Sacro guerriero di bronzo del XX secolo, è anche uno dei personaggi principali del primo storico manga di Saint Seiya                               |
| Shiryu di Dragon  | 龍星座の紫龍 (Shiryu no Dragon)          | Dragone       | Sacro guerriero di bronzo del XX secolo, è anche uno dei personaggi principali del primo storico manga di Saint Seiya                               |

### Sacri guerrieri d'argento (Silver Saint)
- Marin (鷲星座の魔鈴, Eagle no Marin). Sacro guerriero d'argento del XX secolo della costellazione dell'Aquila, maestra di Seiya. Personaggio anche del primo manga originale di Saint Seiya.
- Shaina (蛇遣い星座のシャイナ, Ophiucus no Shaina). Sacro guerriero d'argento del XX secolo della costellazione dell'Ofiuco. Personaggio anche del primo manga originale di Saint Seiya.

#### Suikyo di Crateris
Suikyo di Crateris (杯座の水鏡?, Kuraterisu no Suikyō) è il Cavaliere della costellazione del Cratere (in latino Crater, "coppa") del XVIII secolo. Questo personaggio porta il nome del tempio Suikyo, situato a Tenjin in Giappone. Il nome completo è "Suikyo Tenjin" o "Sugatami Tenjin", ed è da questo tempio che ha preso il nome uno dei quartieri più famosi di Fukuoka, città giapponese situata sulla costa settentrionale dell'isola di Kyūshū.

Suikyo, con indosso la surplice di Garuḍa, sulla copertina del terzo volume dell'edizione italiana del manga

Durante il periodo in cui era conosciuto come Cavaliere, si era distinto per la sua giustizia e soprattutto per la riguardevole velocità nell'assumere il titolo di cavaliere, tanto da tenere indietro i suoi amici Sion e Dohko. Incontrò Tenma in una tormenta di neve, quando il ragazzo rubò degli oggetti appartenenti ad Alone, tra cui la stella a cinque punte (il simbolo della reincarnazione di Ade). Suikyo catturò Tenma e lo costrinse a consegnare gli oggetti rubati al suo legittimo proprietario. Il cavaliere era intenzionato a giustiziare Tenma, ma Alone lo fermò e pregò di risparmiare la vita al ladro nonostante la sua azione. Tenma, così, imparò a conoscere Suikyo, stringendo sia con lui che con Alone un forte legame di amicizia.
Per motivi inizialmente sconosciuti Suikyo si unisce all'esercito di Ade e diventa il Guerriero degli Inferi di Garuḍa, uno dei tre Campioni degli Inferi, i tre Specter più potenti di tutto l'esercito. Appare per la prima volta nella storia quando Sion e Dohko tentano di uccidere la reincarnazione di Ade, Alone, e si scontrano con Tenma, diventato Cavaliere di Pegasus Suikyo affronta quest'ultimo, ma non riesce a portare avanti il combattimento in quanto viene richiamato alla base per ordine di Pandora. Suikyo riappare al Santuario con l'obiettivo di prendere la testa di Atena. Per svolgere tale compito deve affrontare i cavalieri d'oro alle dodici case dello zodiaco. Nella prima casa affronta Sion, riuscendo a distruggere il muro di cristallo di quest'ultimo (infatti, essendo addestratosi con Sion, conosce le sue tecniche, ed è in grado perfettamente di annullarle) e successivamente Ikki, giunto nel frattempo dal futuro, che lo colpisce con il Fantasma Diabolico la tecnica mentale della Fenice, ma nonostante tutto Suikyo riesce ad oltrepassare la prima casa. Il colpo fa tornare alla mente i ricordi di suo fratello minore Suisho e si scopre che Suikyo è passato dalla parte di Hades poiché l'anima di suo fratello, morto qualche anno prima, è tenuta in ostaggio dal dio dell'oltretomba) Nella seconda casa dello zodiaco, Suikyo affronta il cavalieri d'oro Ox del Toro, riuscendo a ucciderlo dopo un duro scontro. Nella terza casa invece, Suikyo si trova per la prima volta in difficoltà a causa del potere del Cavaliere d'oro dei Gemelli. Cain, il Sacro Guerriero di Gemini, possiede una controparte malvagia, il fratello Abel, che lancia a Suikyo il Genromaoken (Demone dell'oscurità) prima di lasciarlo passare: il micidiale colpo priverà Suikyo della sua volontà fino all'uccisione di un rivale. Le probabilità sono che si tratti di Tenma o Shun o forse anche di Atena, appena reincarnata. Giunto alla quarta casa in preda agli effetti mentali del Genromaoken, Suikyo si scontra brevemente contro il Gold Saint di Cancer di nome DeathToll e tenta di uccidere persino il suo allievo Tenma (andandoci molto vicino), ma poi tornato in sé, sorpassa la quarta casa e giunge alla quinta dove incontra il Gold Saint Kaiser del Leone, dal quale viene sconfitto (viene detto che Suikyo ormai non combatte più con il pieno delle sue forze, è ferito dagli scontri precedenti). Ripresosi, Suikyo riesce di nascosto a superare la quinta casa mentre il gold saint del Leone è alle prese contro un gruppo di Specter, avviandosi così verso la sesta casa. Giunto in essa viene bloccato dalla barriera spirituale difensiva eretta dal Gold Saint Shijima della Vergine, chiamata "Le quattro porte del Buddha", la quale sta per ucciderlo con il suo particolare potere. Suikyo però viene salvato dal sacro cosmo della piccola Atena e condotto nel leggendario giardino della casa della vergine, dove spedisce a Shijima dei petali di fiori con scritto un messaggio inquietante che riguarda la distruzione dell'intero Santuario di Atena.Giunto alla settima casa, Suikyo affronta il suo vecchio amico Dohko, il quale amichevolmente vuole sapere i suoi piani reali, ma Suikyo non potendoli rivelare è costretto a combattere e i due si affrontano con le loro tecniche più potenti. Suikyo però ormai non è più in possesso del pieno delle sue forze (come rivela lo stesso Dohko, se Suikyo fosse stato al 100% delle sue forze, il gold saint di Libra avrebbe perso il duello), e alla fine del tragico duello tra i due amici, il letale Rozan Hyakuryu-ha di Dohko fronteggia il mortale Hisô Hyakuga Serran di Suikyo e cadono tutti e due al suolo privi di sensi. Dohko si riprende e recita un poema (Come i fiori sopportano piogge e venti di Yu Wuling, poeta cinese del IX secolo d.C.) in onore di Suikyo, che è morto. Inseguito tramite un flask back del passato si viene a conoscenza che Suikyo dopo essere diventato Saint ha abbandonato il Santuario e ha vissuto per alcuni anni a Firenze insieme ad Alone e Tenma, dove il primo studiava pittura mentre il secondo ciò Tenma è stato addestrato da Suikyo Si viene inoltre a sapere che Suikyo era a conoscenza della resurrezione di Asclepius poiché sapeva che egli si era reincarnato nel corpo di Odysseus, è sapeva anche del grande pericolo per il mondo causato dell'Atena del futuro, per questo voleva ucciderla, rischiando la sua vita, voleva salvare tutti quanti, pur sapendo che l'impresa gli sarebbe costata la vita.
L'armatura del Crateris possiede notevoli proprietà che la distinguono dalle altre Sacre Armature d'Argento. Essa possiede non solo le solite qualità delle sacre armature d'Argento, ma anche proprietà curative e mistiche. Infatti bevendo l'acqua prodotta dall'armatura si può ritornare in forma, curare le proprie ferite nel giro di pochi secondi. Inoltre se ci si specchia nell'acqua dell'armatura, è possibile vedere delle visioni del proprio futuro, ad esempio Dohko giovane si vedrà invecchiato cioè con il suo aspetto da pluricentenario di molti secoli dopo, Shion vedrà la sua futura investitura a Sommo Sacerdote, mentre Tenma vede Seiya (il sacro guerriero di Pegasus della successiva guerra sacra e sua reincarnazione) colpito dalla maledizione di Ade.
Suikyo è un guerriero fortissimo, persino più potente dei cavalieri d'oro presenti nella serie classica secondo Ikki. Durante il suo scontro con Ox del Toro, Suikyo dimostra di essere in grado di controllare le particelle d'acqua presenti nell'ambiente, e il suo grado di controllo sembra molto vasto, tanto da consentirgli di concentrarle formando anche una barriera protettiva e di materializzarle sotto forma di numerose lance, con le quali può uccidere il nemico, anche se esso è protetto da un'armatura potente come un gold cloth. Secondo Shion e Dohko, Suikyo era considerato da tutti al Santuario come un ragazzo eccezionale già durante l'addestramento, quindi ancor prima di diventare un saint. Inoltre secondo ciò che ci viene rivelato, egli era così abile che ha terminato l'addestramento per diventare un silver saint, molto velocemente.Infine Odysseus afferma che Suikyo è un Saint che è un esempio da seguire per tutti i Saint.
Le tecniche di Suikyo sono due:
- Fredde lance del Loto bianco (氷槍白蓮華?, Hisô Byaku Renge): congelando le particelle di acqua presenti nello spazio intorno a lui, Suikyo crea numerose lance di ghiaccio che vengono scagliate in una volta sola contro l'avversario; queste lance hanno la capacità di perforare persino le Gold Cloth.[8]
- Hiso Hyakuga Senran (Turbine tempestoso delle cento zanne di ghiaccio): tecnica che consiste nell'emanare un potente vortice congelante, formato anche da numerosissime lance di ghiaccio che trafiggono l'avversario.[12]

### Sacri guerrieri d'oro (Gold Saint)
Nella Saint Seiya Final Edition, l'ultima edizione del manga originale di Saint Seiya, viene mostrata un'immagine dei 12 Gold Saint del diciottesimo secolo di Saint Seiya Next Dimension, è viene rivelato che 10 di loro sono deceduti per far vincere ad Athena la guerra sacra contro Hades del diciottesimo secolo. Gli unici due sopravvissuti sono Dohko e Shion.

#### Ox di Taurus
Ox Cavaliere D'oro del Toro (Saint Seiya Next Dimension)
Ox (牡牛座タウラスのオックス?, Taurasu no Okkusu) è il Cavaliere della costellazione del Toro del XVIII secolo, predecessore del gold saint Aldebaran del Toro.
Ox ha un aspetto simile a quello di Aldebaran, ma è ancora più alto di lui. Il suo nome "Ox" tradotto dal Giapponese significa letteralmente "Toro".
Alla sua prima apparizione, Ox punisce Shion di Aries e Dohko di Libra (promossi da poco Cavalieri d'oro) e Tenma, colpevoli di essere andati a combattere Ade da soli e senza avvisare nessuno, azione ritenuta da irresponsabili e, poco dopo,  discute insieme al suo amico e compagno Izo di Capricorn, della dea Atena e dell'imminente guerra sacra che sta per scoppiare. Poco dopo, Ox interferisce nella corsa alle dodici case di Tenma e Andromeda. I due, giunti alla seconda casa dello zodiaco di cui Ox è custode, gli spiegano del pericolo che grava al Grande Tempio e su Atena e del tradimento del Grande Sacerdote e di Cardinale, entrambi schierati dalla parte di Ade. Inizialmente non crede alle loro parole, ed è restio a far passare i due, Ox però si accorge che essi dicono la verità e così li esorta a proseguire la loro corsa, permettendogli di superare la seconda casa. In seguito, Ox per proteggere il Santuario di Atena, si scontra con alcuni Specter di Ade, uccidendone quattro con un unico Great Horn, e combattendo poi alla Seconda Casa dello Zodiaco contro Suikyo di Garuda, ex silver saint della coppa, ora diventato uno dei 3 campioni dell'Inferno (il Giudice di Garuda). Nel duro scontro, il Cavaliere del Toro sembra avere inizialmente la meglio, con i suoi attacchi danneggia l'armatura di Suikyo (la Surplice del Giudice di Garuda) e lo ferisce, inoltre cerca di capire del motivo per cui, un saint eccezionale come Suikyo sia potuto passare dalla parte di Hades. Ma poi, lo scontro giunge all'epilogo e viene colpito dalla tecnica segreta dell'avversario, le Lance di Ghiaccio del Loto Bianco, che lo uccide immediatamente perforando il Gold Cloth.<Phoenix che giungerà alla seconda casa poco dopo, lo troverà morto ma in piedi, ancora in posizione di attacco, come se il cavaliere d'oro volesse continuare a difendere la sua casa anche dopo la morte. Grazie all'intervento del tredicesimo Gold Saint di Ofiuco leggendario, Ox ritorna in vita alla seconda casa.
- La sua tecnica d'attacco si chiama Great Horn (グレート・ホーン?, Gurēto Hōn): consiste in un'esplosione di energia cosmica indirizzata rivolgendo i palmi delle mani aperte contro il nemico, che viene così schiacciato dall'onda d'urto. La particolarità del colpo, è l'imprevedibilità, in quanto la posizione d'attacco (il corpo eretto con le braccia incrociate sul petto) è apparentemente una posizione di difesa, e non consente al nemico di fare ipotesi su dove il micidiale colpo arrivi.[19] Durante il duello di Ox verrà detto chiaramente che il suo Great Horn lanciato ad piena potenza, è un colpo che può ridurre l'avversario in polvere.[8]

#### Abel e Cain di Gemini
Cain e Abel (双子座のカイン / アベルジェミニ?, Jemini no Kain / Jemini no Aberu) sono i Cavalieri della costellazione dei Gemelli del XVIII secolo. Il nome dei due personaggi è un chiaro riferimento dell'autore Masami Kurumada ai personaggi biblici di Caino e Abele, anch'essi fratelli. Mentre nella Bibbia Caino e Abele sono rispettivamente il fratello cattivo e quello buono, nel manga Next Dimension i due ruoli sono invece invertiti. Abel e Cain vengono definiti essere simili a Saga dei Gemelli, il gold saint loro successore nel XX secolo, inoltre è definito nel contempo Angelo e Demone.

Il Cavaliere d'oro di Gemini sulla copertina del sesto volume dell'edizione italiana del manga

Saint di Gemini del XVIII secolo possiede due facce distinte: quella di Abel, un guerriero dedito al male che preferisce passare dalla parte di Ade per interesse personale; e quella del fratello Cain, guerriero buono e con un grande senso di giustizia. Quando Cain appare Abel scompare e viceversa, rendendo ipotizzabile l'esistenza di un unico Saint con una doppia personalità particolarmente spiccata, anche se la condizione reale di questo saint è ancora un mistero; infatti sembra più possedere due anime nello stesso corpo. Cain viene definito un "Angelo", mentre Abel un "Demone". È la stessa definizione data nel manga classico per Saga, il loro successore, il quale anch'egli viene definito "Angelo" o "Demone". Si conosce poco sul passato di questi due personaggi, né quale dei due sia in realtà il vero Saint di Gemini. La prima apparizione di Abel risale alla terza casa da lui presieduta, quando interferisce nella corsa alle dodici case di Tenma e Shun, intenzionati a passare avanti per salvare Atena dal Sommo Sacerdote e Cardinale dei Pesci. Con il suo cosmo trasforma la casa dei gemelli in un Labirinto di Illusioni, poi tenta di uccidere i due cavalieri (che crede dei nemici) con la tecnica Another Dimension però, interviene nello scontro Suikyo, schieratosi dalla parte di Ade, con il quale comincia a ingaggiare un difficile combattimento. Poco prima di finire Suikyo però, Abel scompare e al suo posto appare Cain che tenta di convincere l'ex Saint di Crateris ad aiutarlo. Abel, tuttavia, riappare poco dopo e colpisce Suikyo con il leggendario colpo che controlla la mente il Genromaoken (Demone dell'oscurità) prima di lasciarlo passare. Il micidiale colpo priverà Suikyo della sua volontà fino all'uccisione di un rivale. Le probabilità sono che si tratti di Tenma o Shun o forse anche di Atena, appena reincarnata. Poco dopo il Saint di Gemini affronta Ikki, anche lui intenzionato a passare la terza casa per salvare Atena. Cain comincia a testare le capacità del bronze saint e lo colpisce con colpi alla velocità della luce e persino con la potentissima Galaxian Explosion, ma non appena si rende conto che Ikki dice la verità, si decide a farlo passare curandolo anche con la tecnica Kishikaisei. Ma proprio in quel momento compare Abel che vuole impedire la fuga del saint di Phoenix. Cain e Abel continuano ad apparire e sparire, poi alla fine Cain prende il sopravvento e cura Ikki il quale intuisce che Cain/Abel sono simili al Gold Saint dei Gemelli del XX secolo Saga, ma che allo stesso tempo nasconde un segreto ben diverso, qualcosa di molto enigmatico. Cain definisce la sua misteriosa condizione come un Capriccio degli Dei. Si scoprirà che per causa di un'anomalia genetica questo Gold Saint ha sviluppato due cervelli, uno buono uno malvagio, l'intervento del tredicesimo Gold Saint di Ofiuco distruggerà il cervello malvagio Abel, lasciando solo la parte buona nel corpo di Caín, salvandolo dalla sua anomalia.
Cain/Abel è molto abile nel generare illusioni, è ha poteri simili a quelli del suo successore Saga di Gemini. Con il suo cosmo Cain/Abel può generale un Labirinto di Illusioni alla terza casa dei gemelli, da cui è difficilissimo uscire. Cain/Abel viene definito come il Gold Saint più forte tra i 12 Gold Saint della guerra sacra del XVIII secolo.
Le tecniche da lui usate sono: 
- Stelle della resurrezione/Stelle del recupero (起死回星?, Kishikaisei): Cain colpisce dei punti del corpo disposti secondo la costellazione di appartenenza di un Saint che è in fin di vita, in questo modo ne attiva le stelle guida, è ciò lo salva dalla morte, guarendolo.[30]
- Galaxian Explosion (ギャラクシアン エクス プロー ジョン?, Gyarakushian Ekusupurōjon), (Esplosione Galattica o Esplosione della Galassia, nell'adattamento italiano dell'anime) Colpo mortale utilizzato come tecnica offensiva che concentra una grande quantità di cosmo, per creare una tremenda esplosione distruttiva con cui colpisce l'avversario. È la stessa tecnica del suo successore Saga.
- Another Dimension (アナザーディメンション?, Anazā Dimenshon), (Dimensione Oscura nell'adattamento italiano dell'anime): attacco non fisico utilizzabile anche con esseri incorporei. Intorno a Cain e all'avversario si materializza uno sfondo di stelle e galassie in cui vagano immagini vettoriali di superfici tridimensionali curve. L'avversario viene scaraventato in questa dimensione parallela un'"Altra Dimensione", da cui non può tornare indietro se non grazie ad aiuti esterni. È la stessa tecnica del suo successore Saga.[27]
- Demone dell'oscurità (幻胧魔皇拳?, Genrō Maō-Ken): tecnica di controllo mentale propria dei gemelli. Abel/Cain sferra un pugno verso l'avversario colpendone la mente e obbligandola ad eseguire ogni suo ordine, praticamente prende il controllo della sua volontà; l'effetto di questa tecnica svanisce solo dopo aver obbedito all'ordine o in seguito alla morte di un avversario per propria mano.[28]

#### Death Toll di Cancer
Death Toll (蟹座のデストール?, Kyansā no Desutōru) è il Cavaliere della costellazione del Cancro del XVIII secolo, predecessore di Death Mask di Cancer. È soprannominato "Il costruttore/creatore di bare", egli lavora per far tornare nel regno dei morti le anime di coloro che non trovano pace, e vagano all'interno della 4ª casa di Cancer. Il suo nome significa “Pedaggio di morte” in inglese, riferimento dell'autore Kurumada all'usanza degli antichi greci e romani, di lasciare monete sul corpo dei morti, che servivano alle loro anime per attraversare l'Acheronte ed entrare in Ade.
In Saint Seiya Episode G. Assassin si scopre che Deathtoll dopo essere morto durante la guerra sacra, tornerà in vita nel XX secolo e diventerà poi il maestro DeathMask di Cancer il gold Saint del XX secolo della serie classica.
Death Toll è il Cavaliere d'oro di Cancer del XVIII secolo, appare per la prima volta all'interno della quarta casa intento a costruire dei sarcofagi per le anime dei morti. Tenma e Shun intenti a raggiungere Atena lo incontrano all'interno della quarta casa e gli chiedono il permesso di oltrepassarla, ma egli rifiuta perché non conoscendo i due preferisce attaccarli, pensando fossero dei nemici, e li colpisce con la tecnica degli Sekishiki Meikaiha. I due guerrieri salvatisi da questo colpo, vengono però risucchiati da "Omertà, la bara del silenzio", che Death Toll utilizza contro di loro, ma poco dopo giunge nella quarta casa Suikyo con cui il Gold Saint si scontra, e dal quale viene messo alle strette (lo Sekishiki Meikaiha infatti non hanno effetto sullo Specter). Dopo un breve scontro Death Toll fugge nella dimensione dello Yomotsu Hirasaka, mentre Suikyo in preda ai negativi effetti mentali del Demone dell'Oscurità del Saint dei Gemelli Abel, lo insegue. Il Saint del Cancro è consapevole che per annullare gli effetti del Demone dell'Oscurità è necessario che Suikyo veda morire qualcuno, quindi con furbizia usa Shun e Tenma, stipati nella bara Omertà come vittime sacrificali per Suikyo. Tenma e Suikyo si ritrovano faccia a faccia, e Death Toll, resosi conto che Suikyo probabilmente non ucciderà Tenma e Shun, decide di fare sul serio e si dice pronto a uccidere tutti e tre. Con un attacco aggredisce Suikyo, Tenma e Shun, che vengono colpiti più volte dai pugni del gold saint, che si prepara a gettarli poi nel pozzo che conduce nel mondo dei morti. Suikyo interviene in difesa di Shun e Tenma, ma essendo stanco viene sconfitto da Death Toll, che si appresta a scagliarlo nella Bocca di Ade. Con furbizia però, Tenma sfrutta Omertà, la bara del silenzio, con la quale risucchia e intrappola Death Toll al suo interno. Poi Suikyo, Tenma e Andromeda ritornano al mondo reale, riprendendo il percorso delle 12 case dello zodiaco. In seguito Death Toll riesce, con un colpo di fortuna, a uscire da Omertà, e incontra un gruppo di sette Specter che conduce dallo Yomutsu Hirasaka alla quarta casa e da lì arrivano alla quinta casa. Qui, sei Specter vengono uccisi da Goldie (l'enorme leone del Gold Saint del Leone), Kaiser, mentre l'ultimo dei sette (lo specter di Worm) viene ucciso da Death Toll in persona, sfruttando il fatto che fosse già a terra. Il Gold Saint discute quindi con Kaiser di un pericolo imminente e su Suikyo, poi ritorna alla quarta casa. In seguito incontra Ikki di Phoenix, insieme al quale combatte nella Yomutsu Hirasaka un gruppo di oltre dieci Spectre che fuoriescono dall'oltretomba.  I due Saint sconfiggono tutti quanti gli Specter, ma poi giunge uno dei tre campioni dell'Inferno: Veermer del Grifone. Il Giudice colpisce Ikki con il Cosmic Marionetion, ma Deathtoll lo salva teletrasportandolo nel mondo dei vivi con una sua particolarissima tecnica e poi riesce a imprigionare il giudice dentro la bara Omertà. Però Vemeer, sfruttando i suoi micidiali fili, riesce a uscire dall'interno del manufatto (difatti un filo era rimasto legato al gold saint, impedendo alla bara di chiudersi totalmente) e tortura Death Toll con il Cosmic Marionation Change, venendo però poi colpito da Ikki con il Phoenix Genma-ken, che paralizza il Giudice degli Inferi e permette a Death Toll di scagliarlo nel pozzo che conduce nell'Ade.
La principale capacità di Death Toll, e degli altri cavalieri del Cancro, deriva da una parte del cosmo racchiuso dalla sua costellazione del Cancro, ossia l'Ammasso del Presepe, nella costellazione del Cancro, che nella mitologia è considerato la porta d'accesso al mondo dei morti.
- Onda del mondo dei morti attraverso Sekishiki[37] (積尸気冥界波?, Sekishiki Meikaiha): (nell'adattamento italiano dell'anime classico venne sostituito da Strati di spirito) creando una torsione spazio-temporale-gravitazionale, riesce forzatamente a separare l'anima dal corpo del nemico e a spedirla nello Yomotsu Hirasaka (il limbo, ovvero la dimensione anticamera del mondo dei morti). L'anima, intrappolata in questo luogo, non può sfuggirvi, e prende la via definitiva per il mondo dei morti, gettandosi nel pozzo dei morti (simile a un enorme vulcano) che conduce nel regno dei morti da cui non si può più fare ritorno.
- Omertà - La bara del silenzio[37] (沈黙の棺?, Omeruta): più che un'abilità è un oggetto particolare posseduto da Death Toll, ovvero una bara che proviene direttamente dall'era mitologica, usata nei tempi antichi da Atena per punire i criminali. Una volta aperta ha il potere di risucchiare immediatamente gli avversari al suo interno che rimangono imprigionati e dalla quale non possono in alcun modo uscire senza aiuti esterni. È detta "Omertà" poiché risucchia chi parla davanti a essa, cioè colui che pronuncia qualcosa quando essa è aperta, viene risucchiato all'interno di questa bara. È così potente che può imprigionare facilmente anche un gold saint oppure un Campione degli Inferi.
- Peach Attack (Attacco della Pesca[38]): è l'attacco con cui Death Toll uccide lo Specter di Worm sedendosi sulla sua schiena con forza sufficiente per spezzargli la spina dorsale.
- Cancer All Beauty Ken (蟹座八方美人拳?, Kyansā ōru byūtī ken, "Colpo tutto bello di Cancer[38]"): Death Toll colpisce uno o più avversari con una scarica di colpi alla velocità della luce in tutte le direzioni, uccidendoli. La velocità dei colpi fa sì che sembrino dei raggi di luce che fuoriescono dalla sua mano. È un tecnica molto efficace con avversarsi di basso rango.
- Shabadabada'a (娑婆陀芭陀亜?, Shabadabadaa): tecnica speciale, che funziona in maniera inversa dello Sekishiki Meikai-ha. Chi ne viene colpito, è teletrasportato dallo Yomutsu Hirasaka al mondo dei vivi. È una tecnica dimensionale piena, in quanto trasporta tutto il corpo e non solo l'anima.
- Peach Bomber: rotolando su sé stesso, colpisce l'avversario come nel Peach Attack, ma con più potenza.

Death Toll, inoltre, è capace di viaggiare con il suo corpo a piacimento nella dimensione di entrata per il regno dei morti, lo Yomotsu Hirasaka, potendo così anche attaccare l'anima del nemico, ove ce ne fosse bisogno. Inoltre, utilizzando le bare e i sarcofagi che costruisce, fa tornare nell'oltretomba gli spiriti che vagano nella quarta casa, oltre che annientare definitivamente gli Specter, le sue bare in pratica fungono da "sigilli".

#### Kaiser di Leo
Kaiser (獅子座のカイザー?, Reo no Kaizā) è il Cavaliere d'oro della costellazione del Leone del XVIII secolo predecessore di Aiolia del Leone. Kaiser è definito un cavaliere intransigente e con un alto senso di giustizia. Il nome "Kaiser" deriva direttamente dal titolo di Cesare (latino Caesar) di cui godevano gli imperatori Romani: è quindi un titolo usato per riferirsi a un imperatore.
Appare per la prima volta all'entrata della quinta casa da lui protetta, intimando a Shun di Andromeda, appena arrivato, di tornare indietro poiché lui non può lasciar passare nessuno. Il Bronze Saint gli spiega che viene dal futuro e che deve proseguire poiché deve aiutare Atena, ma il Gold Saint non crede alla storia che racconta, così ordina al suo amico Leone di nome Goldie (un enorme Leone con armatura), di attaccare Shun, ma il Bronze Saint di Andromenda riesce ad ammansire l'enorme animale sotto lo sguardo stupito del Gold Saint. Poi Kaiser mostra a Shun Suikyo svenuto, che ha sconfitto poco prima, dicendogli di andare via se non vuole fare la stessa fine. Shun non accetta e si prepara a combattere, scagliando più volte la sua catena contro Kaiser, il quale contrattacca con i suoi "pugni luminosi", i quali sono pugni molto forti scagliati alla velocità della luce. Goldie, che ormai ha capito che Shun è dalla parte del bene, si pone dinnanzi ai colpi del Gold Saint difendendo il Bronze Saint, e rimanendo così ferito. Intanto alla quinta casa giunge anche Tenma, mentre Shun rimane al suolo svenuto dopo aver subito un pugno alla velocità della luce di Kaiser. Poco dopo anche Tenma cade al suolo svenuto, dopo aver lottato con il poderoso leone Goldie, il quale ha capito che pure Tenma (come Shun) è dalla parte del bene. Alla fine anche Kaiser intuisce che i due non sono nemici, intanto però il Gold Saint percepisce un cosmo oscuro avvicinarsi alla 5ª casa e all'improvviso giungono 7 Specter e DeathToll, Gold Saint di Cancer. Sei di questi Specter vengono uccisi velocemente da Goldie e Kaiser, mentre lo Specter di Worm (l'ultimo rimasto), usando la sua tecnica "Worm's Blind", immobilizza Kaiser, il quale però si libera rapidamente e ferisce lo Spectre. Interviene poi Deathtoll che uccide Worm, e inizia a discutere con Kaiser, che convince il collega a ritornare alla quarta casa (mentre Deathtoll convince Kaiser a non seguire Suikyo, fuggito verso la sesta casa durante la lotta contro gli Specter). Poco dopo Kaiser permette a Tenma e Shun di oltrepassare la 5ª casa. In un flashback durante il duello fra Doko e Suikyo, si viene a sapere che molti anni prima Kaiser aveva adottato due cuccioli di una razza di Leone gigante, chiamandoli Goldie e Blondie, che ha addestrato per farne i suoi aiutanti a guardia della quinta casa.. In seguito, affronta Ikki della Fenice, che giunto alla quinta casa, è desideroso di oltrepassarla per raggiungere Atena. Lo sottopone alla "prova del Leone", una dura prova in cui il bronze saint viene colpito senza sosta dalle tecniche mortali del gold saint scagliate alla velocità della luce. Ikki alla fine, supera la dura prova e Kaiser lo riconosce come futuro gold saint del Leone, e poi lo lascia proseguire verso la 6ª casa. In seguito Kaiser affronta Odysseus, e si viene a sapere che alcuni anni prima Odysseus fece un trapianto di cuore a Kaiser che era rimasto gravemente ferito durante un duello contro il "Re Leone", e da allora Kaiser possiede il" cuore del leone". Kaiser attacca Odysseus con le sue tecniche alla velocità della luce ma alla fine viene addormentato dal potere di Odysseus che prosegue verso la sesta casa.
Le tecniche usate da Kaiser sono:
- Lightning Bolt: Kaiser colpisce l'avversario con un pugno molto potente scagliato alla velocità della luce. Come viene specificato, è la stessa tecnica utilizzata dal suo successore Aiolia del Leone.[41]
- Lightning Plasma: Kaiser colpisce l'avversario con una scarica di pugni scagliati alla velocità della luce, che prendono le sembianze di un fitto reticolo di raggi luminosi. È la stessa tecnica utilizzata dal suo successore Aiolia del Leone.[41]

Kaiser ha anche un'abilità denominata "Hikari no Ken" (tradotto dal Giapponese è "Pugno di luce"). Non è una tecnica specifica ma un'abilità di Kaiser, il quale, come egli stesso dice, predilige colpire gli avversari con i suoi pugni che assumono le sembianze di raggi luminosi; tali pugni sono alla "velocità della luce".

#### Shijima di Virgo
Shijima (乙女座のシジマ?, Barugo non Shijima) è il Saint della costellazione della Vergine del XVIII secolo, predecessore di Shaka di Virgo.

Shijima sulla copertina del sesto volume dell'edizione italiana del manga

Viene considerato l'"uomo più vicino agli dei" oltre che il Gold Saint con il più forte senso di giustizia. Per aumentare il proprio cosmo, solitamente Shijma non apre quasi mai la bocca e parla direttamente alla mente altrui. Per questo motivo, egli viene chiamato "il Laconico".
Prima dell'attacco del Grande Tempio da parte degli Specters di Hades, Shijma assiste all'arrivo della dea Atena da bambina al santuario insieme a Ox del Toro e Izo del Capricorno. Successivamente, dopo essere stato allontanato dal Grande Sacerdote, Shijma salva la piccola Atena da quest'ultimo e da Cardinale dei Pesci, entrambi passati dalla parte di Hades, il quale gli ha promesso la vita eterna. Shijma viene colpito dalla Rosa Bianca di Cardinale, ma nonostante la grave ferita, riesce a fuggire via, portando in salvo con sé la piccola Atena, e usando la telepatia avverte dell'accaduto Shion, che si trova in quel momento alla prima casa insieme a Tenma e Shun (che è appena arrivato dal futuro, il XX secolo). Shijima trova rifugio all'interno della 13ª Casa (il Santuario di Atena), dalla quale però non riesce ad uscire a causa di un labirinto illusorio generato dal Gran Sacerdote tramite una tecnica molto potente chiamata "Labirinto degli Dei". Anche se lontano blocca poi Suikyo che tenta di oltepassare la 6ª Casa (della Vergine), usando un micidiale kekkai difensivo chiamato Le quattro porte del Buddha, il quale riesce quasi ad uccidere Suikyo che però viene salvato dal cosmo di Atena che lo conduce nel giardino della casa della Vergine (il sacro giardino dove nel XX secolo, Shaka di Virgo lotterà contro Camus, Shura e Saga). Qui egli spedisce a Shijima un inquietante messaggio scritto con il suo sangue su dei petali di fiore, che giungono sino al Gold Saint.. Poco dopo viene attaccato dalle letali rose del Gold Saint Cardinale dei Pesci, ma egli usando i suoi grandi poteri illusori evita senza problemi i suoi attacchi per poi fermarlo, spiegandoli che non c'è tempo per duellare fra di loro poiché il messaggio di Suikyo vuole significare che qualcuno sta per risvegliare il 13º cavaliere d'oro, il Gold Saint maledetto dell'Ofiuco, che causerà la distruzione dell'intero Santuario. Intanto, anche Shun e Tenma entrati alla 6ª Casa sono attaccati dal potere difensivo di Shijima (Le quattro porte del Buddha) che stanno per annientarli, quando all'improvviso appare Shaka (Gold Saint di Virgo del XX secolo) che proviene dal Cloth di Andromeda. Egli infatti è uno spirito che si è manifestato poiché il Cloth di Shun in passato era stato bagnato con il sangue del Gold Saint della Vergine. Shaka annulla le 4 porte del budda, ma Shijima, credendoli degli intrusi, li attacca con il Tenbu Horin, ma anche Shaka contrattacca con il suo Tenbu Horin, e i due poteri sono alla pari. Shijima allora utilizza Ungyo (il suono della fine dell'universo) che avvolge la sesta casa da spaventose tenebre che spediscono Shun e Tenma in un'altra dimensione, Shaka contrattacca allora usando Agyo (la luce della nascita dell'universo), è lo scontro tra i due poteri dà inizio ad una guerra infinita. A questo punto interviene Shun che spezza i due poteri, e salva tutti quanti, Shijima allora permette di oltrepassare la 6ª Casa capendo che essi sono dalla parte di Atena, mentre lo spirito di Shaka ritorna al Nirvana, rivelando che Shun sarà il suo successore, in futuro. In cima al santuario però Shijima cade per terra esausto, e Cardinale ne approfitta per decapitare sia Shijima che la piccola Atena.. Egli però è stato ingannato da delle illusioni generate da Atena, che all'improvviso da neonata diventa una bambina, che con il suo cosmo guarisce anche le ferite di Shijima. Cardinale torna all'attacco ma Atena/Saori lo sconfigge con il suo cosmo divino, poi usa il mitologico "Filo di Arianna" per uscire dal "Labirinto degli dei" insieme a Shijima.. Saori bambina e Shijima cercano di sfuggire al "Labirinto degli Dei" con il filo di Arianna, ma esso genera una distorsione nello spazio-tempo che li catapulta nel futuro, nel XX secolo. Essi vedono Seiya sulla sedia a rotelle, su cui grava la maledizione della spada di Hades, poi vengono investiti nuovamente dalla distorsione spazio-temporale, ma in loro aiuto giungono gli spiriti dei 12 cavalieri d'oro del XX secolo. Saori ringrazia loro, perché continuano a proteggerla anche dopo la morte, e Shijima giura loro che proteggerà Saori. Poi i due fanno ritorno nel XVIII secolo, nella sala del Gran Sacerdote. Insieme ad Athena, Shijima raggiunge la 12ª casa dei pesci, la quale è piena di rose rosse velenose (Royal Demon Rose) e anche di serpenti velenosi. Shijima uccide molti serpenti velenosi, ma Athena viene morsa dal serpente Samael, un suddito del leggendario 13º Gold Saint, Odysseus, e l'unico modo per salvarla dal potentissimo veleno del serpente è raggiungere la casa dell'Ofiuco dove sta per risorgere a nuova vita il sommo Odysseus. Shijima prendendola in braccio si dirige in quel luogo, attraversando la 12ª Casa (dei Pesci), nel farlo però viene intossicato dal veleno delle rose rosse dei Pesci e, giunto all'11ª Casa (dell'Acquario), è indebolito al punto da vedersi costretto a consegnare Saori a Mistoria il Gold Saint dell'Acquario e Hyoga del Cigno (giunto dal futuro per aiutare Athena). In seguito affronta con le sue tecniche (alla sesta casa) sia Ikki di Phoenix che Odysseus di Ofiuco, usando anche il rosario della Vergine che erediterà poi Shaka nel futuro. Si viene a sapere che Shijima si addestrò nei duri precetti del buddismo quando era bambino sul fiume Gange in India (proprio come il suo successore Shaka), divenendo così un "uomo vicino agli dei". Mette in seria difficoltà entrambi i suoi avversari, ma alla fine viene addormentato da Odysseus.
I poteri di Shijima sono per lo più legati alla meditazione: il cavaliere, infatti, non è solito impegnarsi in combattimenti fisici, preferendo utilizzare emanazioni cosmiche, barriere e potenti illusioni. 
Quando lo spirito di Shaka si scontra con Shijima, viene detto chiaramente che Shaka e Shijima sono alla pari.
Le tecniche usate da Shijima sono:
- Quattro porte del Buddha (仏陀の四門?, Budda no shimon): denominato come "la sacra barriera della casa della Vergine", Shijima utilizza questo potente Kekkai che protegge la 6ª Casa (della Vergine) dagli intrusi. Chi tenta di superare la 6ª Casa deve oltrepassare questa barriera spirituale generata da Shijima, che pone di fronte al nemico 4 porte:
  1. la porta della Vecchiaia (老門?, Rōmon), oltre la quale il corpo dell'avversario si logora, come se di colpo diventasse vecchio.
  2. la porta della Malattia (病門?, Byōmon), oltre la quale il corpo dell'avversario si ammala gravemente.
  3. la porta della Morte (死門?, Shimon), oltre la quale si entra nel regno dei morti.
  4. la porta della Vita (生門?, Seimon), oltre la quale l'anima esce dal corpo, tramutando l'avversario in un fantasma.

Per poter andare avanti bisogna per forza scegliere una delle 4 porte. Simbolicamente, questa barriera rappresenta il percorso del Buddha per raggiungere l'illuminazione: Buddha ha sperimentato i dolori della vecchiaia, della malattia e della rinascita, porte dell'Est, del Sud e dell'Ovest, infine ha abbandonato questo mondo dalla porta del Nord (vita). Questa barriera inoltre produce un altro singolare effetto chiamato Zona del Silenzio: se si tenta di tornare indietro senza oltrepassare le 4 porte, l'avversario viene attaccato dal silenzio di questa tecnica, che può condurre velocemente alla pazzia.
- Celeste Danza del Prezioso Circolo (天舞宝輪?, Tenbu Hōrin): nell'edizione italiana dell'anime classico chiamato Sacro Virgo, nella traduzione del manga classico della Star Comics Danza celeste del tesoro sacro e dalla Panini Comics Sacri anelli celesti danzanti. È il supremo colpo del Gold Saint di Virgo, l'uomo che ha raggiunto l'illuminazione sulle verità dell'Universo e dunque riesce ad unire in un unico colpo attacco e difesa: mentre disorienta il nemico con una serie di vivide allucinazioni (di solito di natura buddhista), Shijima usa il suo cosmo per colpire i sei sensi del nemico, uno dopo l'altro, rendendolo alla fine poco più di un vegetale, ancora vivo ma incapace di fare alcunché. Chi subisce questa tecnica non può né attaccare né fuggire.[50].
- Ungyo: il nome indica "Fine", ed è il potere di Shijima utilizzato contro Shaka. In breve, Shijima, utilizzando il senso del gusto (o per meglio dire, della parola) che di solito ha sempre sigillato (quindi inizia a parlare), riproduce il suono della fine dell'universo, che produce delle spaventose tenebre che avvolgono l'avversario e lo spediscono in un'altra dimensione. Può essere contrastato solo con l'"Agyo" (Inizio)[54].
- Tenma Kōfuku (Capitolazione dei Demoni): Shijima concentra il suo cosmo nelle sue mani sotto forma di sfera luminosa, la quale esplode in un bagliore dorato che investe i nemici, uccidendoli dopo aver loro mostrato illusioni legate al l'Oriente.[55]

Tra gli altri poteri di cui dispone, Shijima è in grado di generare potenti illusioni, può generare barriere spirituali (o Kekkai difensivi), e possiede un elevato potere mentale, telepatico e spirituale. Come il suo successore Shaka che aveva il senso della Vista sigillato, Shijima ha anch'egli un senso sigillato, il Gusto. In tal modo può accumulare una grande quantità di Cosmo, da utilizzare nei momenti critici.
Può inoltre combattere a grande distanza usando una proiezione spirituale di sé stesso che utilizza i suoi stessi poteri.

#### Écarlate di Scorpio
Écarlate (蠍座のエカルラート?, Sukōpion no Ekarurāto) è il Cavaliere della costellazione dello Scorpione del XVIII secolo, predecessore di Milo di Scorpio. Il suo nome deriva dalla tecnica mortale dello scorpione, la Scarlet Needle, ma è anche un nome comune inglese di persona. È affetto da una malattia che gli dona la capacità di rendersi invisibile. In passato le molecole del suo corpo rischiarono di cristallizzarsi e fu salvato da Odyssesus che si sacrificò donandogli il suo sangue attraverso una trasfusione che gli costò la vita. Si batte contro Shiryu il Dragone all'ottava casa, usando le tecniche dello scorpione (Restriction, Scarlett Needle), uguali a quelle del suo successore Milo dello Scorpione. Alla fine del duello lascerà passare Shiryu dall'ottava Casa. 

Le sue tecniche sono:
- (リストリクション Risutorikushon, Restrinction: letteralmente "Restrizione"): tecnica che paralizza l'avversario per alcuni minuti.
- Scarlett Needle (スカーレット ニードル Sukāretto Nīdoru?, Scarlett Needle lett. "Pungiglione scarlatto"): muovendosi alla velocità della luce, il cavaliere colpisce i centri nervosi dell'avversario con estrema precisione usando l'unghia dell'indice destro, che cresce assumendo un colore rosso, in modo da infliggergli dolori terribili e causargli gravi emorragie, come se il nemico ricevesse la puntura velenosa di uno scorpione. La Cuspide scarlatta è un colpo mortale, ma per uccidere l'avversario sono necessarie anche fino a quindici punture (una per ogni stella della costellazione dello Scorpione); il dolore cresce ad ogni puntura. Ago della cuspide, Antares è l'ultimo dei quindici colpi della Cuspide Scarlatta, potenzialmente fatale per l'avversario. Prende il nome dalla stella più grande della costellazione dello Scorpione.

#### Odysseus/Asclepius di Ophiuchus
Odysseus (蛇遣い星座のオデッセウス?, Ophiucus no Odysseus) è il Cavaliere della costellazione dell'Ofiuco del XVIII secolo, predecessore del Cavaliere d'argento Shaina. Porta il nome di "Ulisse" in Italiano, famoso personaggio mitologico dell'Odissea. 
Noto anche come il Tredicesimo Cavaliere d'oro o Cavaliere Maledetto, il suo tempio ormai in rovina si trova tra la casa dello Scorpione e quella del Sagittario. Secondo la leggenda, Odysseus è la reincarnazione del dio Asclepio. Considerato il più forte tra gli 88 cavalieri di Atena, il Cavaliere d'oro dell'Ofiuco aveva il potere di guarire tutti i tipi di malattie e tutti i tipi di ferite, per questo al Santuario era considerato importante quanto la dea Atena. Nell'era mitologica ambì a diventare una divinità e per questo fu punito e sigillato. Nel XVIII secolo sta per risorgere a nuova vita.
In passato Odysseus si sacrificò donando il suo sangue a Écarlate attraverso una trasfusione che gli costò la vita. Odysseus possiede un gruppo sanguigno molto raro, compatibile con tutti gli altri. Grazie al suo sangue ha salvato la vita da quasi tutti i Cavalieri di Atena, per questo motivo al Santuario di Atena tutti lo consideravano un uomo santo ed eccezionale. Odysseus risorgerà a nuova vita nel XVIII secolo insieme all'enorme tredicesima casa dello zodiaco dell'ofiuco, ed indossa il leggendario Gold Cloth di Ofiuco, reincarnazione del leggendario tredicesimo Gold Saint dell'era mitologica Asclepius, ed inizierà ad attraversare le 12 case dello zodiaco, affrontando in duello e salvando i vari Saint di ogni casa dello zodiaco. Si scoprirà tramite un flashback che il potente spirito di Asclepius(che ha l'aspetto di un enorme serpente di luce) era stato imprigionato nel Tartaro da Atena nell'era mitologica, e risorgerà nel 18º secolo poiché egli è fuggito dal Tartaro reincarnandosi nel corpo di Odysseus. Asclepio giunto al tempio di Ofiuco tenta di uccidere Atena più volte, ma alla fine di una lunga battaglia il suo spirito verrà rispedito nel Tartaro. Odysseus libero dallo spirito di Asclepius salva Saori/Atena, e indica il modo per salvare tutti dalla distruzione totale, e alla fine muore nella distruzione del tempio di Ofiuco, dopo che tutto si è risolto per il meglio. 
Odysseus è definito come: "Il più Grande dei Saint di Atena".
I Poteri/abilità di Odysseus/Asclepius sono:
- Sangue d'oro: il sangue di Odysseus è chiamato "sangue d'oro", un sangue particolare che può essere trasfuso in tutti gli esseri umani ed ha poteri curativi. Viene detto che grazie ad esso Odysseus ha salvato la vita di moltissimi abitanti del Santuario compresi molti Saints.
- Hypnotherapia: la casa di Ofiuco emana un potere sotto il controllo del Gold Saint di Ofiuco, tale potere addormenta e nello stesso tempo cura tutti gli abitanti del Santuario e 13 case dello zodiaco. Solo Odysseus può annullare questo potere soporifero/curativo.
- Legge del risveglio: il Gold Saint di Ofiuco può risvegliare oppure riaddormentare tutti gli abitanti del Santuario, compresi tutti e 88 i Saints e il Gran Sacerdote. Quindi Odysseus può decidere chi può stare sveglio oppure no, nell'intero Santuario e 13 case dello zodiaco.
- Anestesia: Odysseus può bloccare e anestetizzare il corpo dell'avversario.
- Dark Resurrection: capacità medica che permette al Gold Saint di Ofiuco di curare tutto il suo corpo. Quindi se viene ferito o persino ridotto in pezzi, Odysseus in pochi secondi può tornate in perfetta salute, guarendo le sue ferite e ricomponendo tutto il suo corpo, come viene detto è un'arte medica.
- Bastone di Asclepio: bastone d'oro che ha le stesse sembianze del caduceo del dio Ermes. È il bastone usato dal dio Asclepio nella mitologia. Ha vari poteri.
- Lettura del pensiero: in alcune occasioni il Gold Saint di Ofiuco dimostra di avere la capacità di leggere nella mente altrui.
- Capacità di rimandare indietro i colpi e le tecniche degli avversari: in alcune occasioni il Gold Saint di Ofiuco dimostra di avere la capacità di rimandare indietro i colpi e le tecniche lanciate contro di lui dagli avversari i quali vengono colpiti dai loro stessi colpi o tecniche.
- Immortalità : come viene spiegato, Asclepio può rigenerare il suo corpo per intero ogni volta che ne ha bisogno, come un serpente muta la pelle, in questo modo egli ritorna sempre in vita, ed è praticamente immortale.[59]

Il Gold Saint di Ofiuco inoltre può eseguire qualunque tipo di operazione medica in pochi secondi ed usando le mani, anche operazioni difficilissime come operazioni al cervello o trapianti di cuore o rigenerazione di organi. Egli può curare qualsiasi tipo di ferita o malattia. Con le sue arti mediche può anche ferire o uccidere l'avversario, inoltre possiede un grande potere telecinetico e telepatico.

#### Gestalt di Sagittarius
Gestalt (射手座のゲシュタルト?, Sajitariasu no Geshutaruto) è il Cavaliere della costellazione del Sagittario del XVIII secolo, predecessore di Aiolos di Sagittarius.
Il nome di "Gestalt" deriva da una branca della psicologia la Gestaltpsychologie (psicologia della forma o rappresentazione). S'incontra alla nona casa con Hyoga del Cigno (che sta portando con sé la piccola Saori/Atena avvelenata), giunto lì perché deve raggiungere il Tempio di Ofiuco per poter salvare la vita di Saori. Gestalt però l'ostacola attaccandolo con le frecce d'oro del Sagittario, ferendolo in vari punti del corpo. Da bambino Gestalt fu trasformato in un centauro da Odysseus, dopo che il giovane ragazzo gli chiese di riportare in vita il suo adorato cavallo, Tanya, deceduto poco prima. Solo anni dopo Gestalt scopre, grazie alla piccola Saori che lo libera dell'inganno, che in realtà il suo aspetto da centauro era frutto di un'illusione creata da Odysseus, che ha manipolato la sua mente. Alla fine riconosce Saori come la Dea Atena e le permette insieme a Hyoga di oltrepassare la nona casa.
- Frecce del Sagittario: Gestalt colpisce gli avversari trafiggendoli con le sue frecce d'oro scagliate con l'arco del Sagittario.
- Freccia della Dea (女神の矢 ?, Megami no ya): come i precedenti cavalieri di Sagittarius che si tramandano questo oggetto di generazione in generazione, Gestalt è in possesso di una speciale freccia sacra donata dalla dea Atena nell'era mitologica, chiamata la "freccia della Dea", una freccia divina. Come viene specificato, questa freccia ha un cosmo divino e una volta scagliata nessuno può fermarla, quindi chiunque si trovi sulla sua traiettoria viene sicuramente trafitto a morte da essa. L'unica al mondo che ha la capacità di fermarla è la Dea Atena.

#### Izo di Capricorn
Izo (山羊座の以蔵?, Kapurikōn no Izō) è il Cavaliere della costellazione del Capricorno del XVIII secolo, predecessore di Shura del Capricorno. Il suo nome significa "Ferro", in riferimento alla lama di una spada. Izo è anche soprannominato "La lama indemoniata". Izo inoltre è dichiarato come uomo che segue il codice dei Samurai, il Bushido. In Saint Seiya Episode G. Assassin si scopre che Izo dopo essere morto durante la guerra sacra, tornerà in vita nel XX secolo, e diventerà poi il maestro di Shura di Capricorn il gold Saint del XX secolo della serie classica.
Alla sua prima apparizione, Izo discute insieme al Gold Saint Ox del Toro dell'imminente guerra sacra contro Hades che sta per scoppiare e dei pericoli per il mondo che essa comporta, poi punisce Shion e Dohko (appena promossi Cavalieri d'oro) e Tenma, colpevoli di essere andati a combattere Ade da soli e senza avvisare nessuno, azione ritenuta da irresponsabili anche dal suo amico Ox. Usando Excalibur getta i tre in un dirupo con un solo colpo, facendo spaventare e pentire i tre Cavalieri. Poi, temendo un'invasione da parte dell'esercito di Hades, si dirige alla decima casa dello zodiaco, quella del Capricorno, della quale egli è il custode, dopo aver appreso della rinascita di Atena (Saori) in cima al Santuario, sotto la grande statua della dea. Alla decima Casa appaiono numerosi serpenti velenosi di Ofiuco che Izo uccide riducendoli in pezzi, poi arriva Hyoga del Cigno con in braccio la piccola Athena/Saori, avvelenata dal serpente Samael. Izo usando la sua spada Excalibur, inizia a testare la fedeltà di Hyoga per Athena. Alla fine Izo capisce che Hyoga è un degno vero Saint di Atena, e lo lascia passare dalla decima casa.
Il suo amico Ox del Toro, definisce le braccia di Izo come se fossero delle "vere" spade affilate. 
- Excalibur (聖剣（エクスカリバー）?, Ekusukaribā) è il suo colpo più potente. Le sue braccia sono in grado di lanciare vere e proprie lame energetiche in grado di tagliare qualunque cosa, comprese le Armature d'oro. Diversamente da quella del suo successore Shura di Capricorn, l'Excalibur di Izo ha le sembianze di una katana invece che di una spada occidentale. Come fa Shura nel manga classico, anche Izo definisce Excalibur come la "spada sacra".[19] Secondo Hyoga del Cigno, Excalibur di Izo è forse più forte di Excalibur di Shura.[64]

#### Mistoria di Aquarius
Mistoria (水瓶座のミストリア?, Akueriasu no Misutoria) è il Cavaliere della costellazione dell'Acquario del XVIII secolo, predecessore di Camus dell'Acquario. Mistoria viene indicato essere come uno degli uomini più puri del Santuario di Atena.
Incontra Hyoga del Cigno all'11ª casa dello zodiaco, il quale è caduto in quel luogo dopo aver oltrepassato il passaggio spazio-temporale del dio del tempo, Chronos. Hyoga spiega al Cavaliere d'oro che lui viene dal futuro per proteggere Atena, ma Mistoria non crede alla storia di Hyoga e lo congela immobilizzandolo. In seguito giunge all'undicesima casa dello zodiaco Shijima della Vergine, il quale indebolito a causa del veleno delle Royal Demon Rose della 12ª casa dei pesci, vuole consegnare Saori (avvelenata dal serpente Samael) a Mistoria. Hyoga si libera dal congelamento ed è deciso a prendere Saori per proteggerla lui stesso, ma Mistoria rifiuta di consegnargliela e si scontra con Hyoga. Il duello termina con Hyoga e Mistoria che usano entrambi l'Aurora Execution, la tecnica segreta del Cavaliere d'oro dell'Acquario. Sconfitto Hyoga, Mistoria riconosce in lui il futuro Cavaliere d'oro dell'Acquario, salvandolo dalla morte (fra l'altro lo stesso Mistoria si rende conto che Hyoga non ha usato tutto il suo potenziale nel duello e quindi capisce che se Hyoga avesse usato tutta la sua forza, sarebbe stato lui il vincitore del duello). Inoltre presa in custodia la piccola Atena, decide di affidarla al Cavaliere del Cigno, affrontando i serpenti mandati dal Cavaliere dell'Ofiuco.
- Aurora Execution o Per il Sacro Aquarius (オーロラ・エクスキューション?, Ōrora ekusukyūshon): le braccia unite sul capo formano come un'anfora dal cui becco si sprigiona un potente getto di energia congelante con le sembianze di un'aurora, in grado di congelare a livello atomico tutto ciò che colpisce ad una temperatura prossima allo zero assoluto. Mistoria utilizza questa tecnica, la quale viene detto essere la stessa tecnica finale del suo successore nel XX secolo Camus dell'Acquario[66], tramandata poi a Hyoga.[67]
- Aurora Thunder Attack o Aurora del Nord (ホーロドニースメルチ?, Kholodnyi smerch): È una tecnica con la quale Mistoria libera contro l'avversario una forte corrente di aria congelante che prende la forma di un grande tornado. Come ci viene rivelato nel manga originale di Saint Seiya, il Kholodnyi smerch è una tecnica più potente e migliore rispetto al Diamond Dust.[65]

#### Cardinale di Pisces
Cardinale (魚座のカルディナーレ?, Pisukesu no Karudināre) è il Cavaliere della costellazione dei Pesci del XVIII secolo, predecessore di Aphrodite dei Pesci. Il suo nome deriva dall'Italiano "Cardinale" un prelato della Chiesa cattolica, designato dal papa a cui è immediatamente sottostante nella gerarchia cattolica. Cardinale desidera sopravvivere ad ogni costo alla guerra sacra; infatti è passato dalla parte di Ade convinto che il dio dell'oltretomba possa donargli l'eterna giovinezza, che lo preserverà dalla morte.
Cardinale appare la prima volta nelle vicinanze della statua di Atena, sotto la quale arriva dal futuro la piccola dea. Egli aiuta il Grande Sacerdote contro Shijima della Vergine, che ferisce gravemente con la Bloody Rose. Cardinale infatti, a sorpresa, si dimostra essere un Cavaliere d'oro che si è schierato dalla parte del dio Hades, in cambio dell'eterna giovinezza. Cardinale infatti, consapevole che durante la guerra sacra moriranno la maggior parte dei Cavalieri di Atena, è deciso a fuggire da questo fato, è quindi passa dalla parte di Hades in modo da potersi salvare dalla morte. In seguito, insegue Shijima che era fuggito con la piccola Atena e lo attacca più volte all'interno del Santuario di Atena (da cui nessuno può uscire, poiché il Sacerdote ha creato in esso il "labirinto degli dei", un labirinto di illusioni da cui nessuno può scappare), con le sue Dagger Roses, ma Shijima le evita usando il suo potere illusorio. Poi il Cavaliere d'oro della Vergine gli racconta che il Santuario sta correndo un terribile pericolo, che sarà causato dal risveglio del 13º Cavaliere d'oro maledetto, Ofiuco. Cardinale non gli crede e attacca Shijima, il quale "esausto" (dopo aver combattuto a distanza contro lo spirito di Shaka) cade al suolo svenuto. Egli poi crede di decapitare Atena e Shijima, ma in realtà viene ingannato da Saori con delle potenti illusioni; ella infatti è diventata una ragazzina, crescendo, sta annullando lentamente il potere di Chronos. Cardinale scoperto l'inganno ritorna all'attacco, e tenta di uccidere sia Shijima che Atena, attaccandoli più volte con le sue rose mortali, ma viene però sconfitto dal cosmo divino della dea, la quale poi prende il suo leggendario "Filo di Arianna" che il Cavaliere d'oro dei Pesci usava per muoversi con facilità dentro il labirinto degli dei.. In seguito raggiunge la 12ª casa, e decide di aiutare Atena e Shijima, diventando così buono, e salvandoli da numerosi serpenti velenosi che infestavano la casa dei Pesci, uccidendoli, ma venendo morso da essi.
In Saint Seiya Time Odyssey viene rivelato che Cardinale è un antenato di Aphrodite. Quindi i due hanno un legame di parentela.
Cardinale utilizza tecniche basate sulla creazione di rose micidiali tramite il cosmo, proprio come il suo successore Aphrodite di Fish.
- Bloody Rose (ブラッディ ローズ?, Buraddi Rōzu): la rosa bianca, con la quale il Gold Saint dei Pesci può penetrare anche un'armatura d'oro.[72] Raggiunto l'obiettivo, essa si pianta automaticamente sul cuore dell'avversario, cominciandone a succhiare velocemente il sangue, uccidendo dopo pochissimo tempo, e diventando infine rossa. È la rosa letale con la quale Cardinale trafigge il petto di Shijima.[68] È la stessa tecnica finale usata da Aphrodite contro Shun, nel duello alle 12 case.[73] Come detto nel manga classico di Saint Seiya, la Bloody Rose è la rosa originale, da cui derivano la rosa nera (Piranha Rose) e rosa rossa (Royal Demon Rose).
- Dagger Roses (Rose Pugnale): tecnica di Cardinale usata contro Shijima in cui scaglia un gruppo di rose di colore Viola che hanno le stesse caratteristiche di pugnali affilati che si conficcano nel corpo dell'avversario. Queste rose viola possono ferire senza problemi persino i Cavalieri d'oro in quanto perforano senza problemi le armature.
- Royal Demon Rose: tecnica con cui Cardinale crea delle rose rosse velenose, che contengono un veleno mortale sia nel polline che nelle spine. Usa questa tecnica per tendere una trappola ai nemici, disseminando la scalinata della 12ª Casa dei Pesci con queste rose velenose.[70]
- Filo di Arianna: è il mitologico filo di Arianna che Cardinale usa per muoversi con facilità dentro i Labirinti; esso infatti ha il potere di trovare l'uscita di qualunque labirinto. Viene usato da Cardinale per muoversi all'interno del "Labirinto degli dei".[74]

#### Sommo Sacerdote
(教皇, Kyōko) Colui che nel XVIII secolo governa il Santuario di Atena, sembra essere passato dalla parte di Hades. Usando il sacro pugnale d'oro, cerca di uccidere la piccola Atena/Saori appena giunta dal futuro, ma non ci riesce per via dell'intervento di Shijima della Vergine che fugge con la piccola Atena.
In seguito si scoprirà che il Sacerdote in realtà è fedele ad Atena, è vuole uccidere Saori solamente perché ha visto nel futuro (leggendo le stelle), che il viaggio nel tempo di Saori causerà un cataclisma nell'intero universo, è per impedirlo decide di ucciderla. Consegnerà a Ikki di Phoenix il sacro pugnale che può uccidere una divinità (chiamato pugnale di Khrysos) e gli dà la missione di uccidere Saori, dopo avergli spiegato il motivo.
- Il Sacerdote del 18º secolo può generare il "Labirinto degli dei", un labirinto di illusioni che trasforma il Santuario di Atena in un labirinto da cui è difficilissimo uscire persino per i Saints più potenti.[40]

## Altri seguaci di Atena
- Fiore di Luna (Shunrei): ragazza figlia adottiva di Dohko di Libra, che vive assieme a Shiryu ai Cinque Picchi (Goro-oh)(È un personaggio anche del manga originale di Saint Seiya)
- Goldie (聖なる獅子ゴールディ, Seinaru shishi Goldie) e Blondie: Goldie è un gigantesco leone dotato di armatura dorata che aiuta Kaiser nella difesa della Quinta Casa. Kaiser lo indica appartenere alla razza dei "leoni sacri". La forza di Goldie è notevole, infatti riesce ad uccidere alcuni Spectre minori; inoltre la sua saliva ha poteri curativi, riuscendo a rimarginare le ferite dopo averle leccate.[39] Blondie è la leonessa sorella.
- Blondie è una grande leonesse che possiede un'armatura ed è sorella di Goldie. Possiede la Telepatia, è la sua armatura ha una caratteristica di avere un elmo in cui è incastonato un gioiello a forma di cuore.
- Jamian (烏星座のジャミアン, Crow no Jamian): Silver Saint del Corvo del manga classico originale, che appare in un cameo in Next Dimension, nel capitolo "Il giuramento della dea", mentre Saori ricorda alcuni avvenimenti del passato.
- Pegasus (ペガサス, Pegasusu): cavallo personale di Tenma.
- Shoryu: neonato orfanello trovato da Shunrei, vive insieme a Shiryu ed alla ragazza ai Cinque Picchi, i due gli fanno da genitori.
- Suisho (水清, Suisho): fratello minore di Suikyo, la sua anima è tenuta in ostaggio da Pandora.
- Virgo della Vergine: lo spirito di Shaka, Gold Saint della Vergine del XX secolo, emanato dal Cloth di Andromeda, aiuta Shun a superare la 6ª casa nel XVIII secolo.
- I 12 Gold Saints (Cavalieri d'oro) del XX secolo del manga classico originale di Saint Seiya, appaiono sotto forma di spiriti in aiuto di Saori e Shijima[76]

## Seguaci di Hades (Specter)
| Nome                  | Nome originale                                                                       | Note |
| --------------------- | ------------------------------------------------------------------------------------ | --- |
| Pandora               | パンドラ (Pandora)                                                                   | Sacerdotessa e portavoce di Hades nel 18º secolo. In assenza del dio Hades, è colei che guida tutto l'esercizio di Hades. |
| Veermer di Griffon    | 天貴星グリフォンのフェルメール (Tenkisei Gurifon no Ferumēru )                       | Specter della Stella della Nobilità Celeste, uno dei tre campioni o Giudici degli Inferi nel 18º secolo. |
| Suikyo di Garuda      | 杯座の水鏡 (Kuraterisu no Suikyō)                                                    | Potente Silver Saint della Coppa del diciottesimo secolo, dopo essere passato dalla parte di Hades, Suikyo diverrà lo Specter di Garuda della Stella del Valore Celeste, uno dei 3 campioni o Giudici degli Inferi nel 18º secolo. |
| Chagall della Viverna | ワイバーンのシャガール (Wyvern no Chagall Tenmo Sei)                                 | Uno dei 3 Giudici degli Inferi nel 18º secondo, Spectre della Stella del Cielo Furioso. |
| Mīyan della Rana      | 地奇星フログのミーヤン (Chikisei Furogu no Mīyan)                                    | Specter della Stella della stranezza terrestre |
| Gargoyle              | Specter del Gargoyle                                                                 | Specter nuovo presente in Next Dimension, di cui viene disegnata anche la scheda tecnica della Surplice. |
| Nyan                  | Specter della stella ddl Cielo della Terra di mezzo                                  | Specter traghettatore delle anime sul fiume Acheronte nel diciottesimo secolo. |
| Worm                  | Specter di Worm                                                                      | Stella della terra nascosta o latente (地伏星, Chifuko Sei) |
| Giulietta             | Specter di Papillon                                                                  | Stella della Terra Misteriosa (地妖星 Chiyosei) |
| Spectres senza nome   |                                                                                      | Sinora in Next Dimension sono apparsi anche trenta Spectres minori, uccisi nella battaglia al Santuario, di cui 23 totalmente nuovi mai visti.                                                                                     |
| Soldati Skeletons     | Hades' Skeletons (冥王ハーデス軍の雑兵スケルトン Meiō Hādesu Gun no Zōhyō Sukeruton) | Come nelle serie classica, appaiono in Next Dimension anche numerosi Soldati di Hades chiamati Skeletons. |

### Suikyo di Garuda
Vedere la scheda Suikyo della Coppa in "Seguaci di Atena".

### Vermeer del Grifone
Uno dei 3 Giudici degli inferi del diciottesimo secolo, porta il nome di un grande pittore olandese del 1600. Appare per la prima volta al castello di Pandora dove attacca Tenma, Dohko e Shion, con la sua tecnica Cosmic Marionation, i quali riusciranno a salvarsi fuggendo grazie all'aiuto di Suikyo. Inseguito Vermeer tenta di invadere il Santuario di Atena insieme a un gruppo di 8 Spectres (che verranno uccisi tutti facilmente da Ikki e DeathToll) entrando dalla Yomotsu Hirasaka (la dimensione soglia del regno dei morti). Qui però si scontra contro DeathToll di Cancer e Ikki di Phoenix, è con le sue tecniche mortali mette in grandissima difficoltà entrambi i Saint, ma alla fine i 2 Saint unendo le forze riescono a sconfiggerlo, gettandolo poi nella voragine del regno dei morti.
Di Vermeer viene specificato che possiede una forza fisica superiore a quella di un Gold Saint, è che lui è uno dei 3 Spectres più forti tra i 108.
Vermeer inoltre specifica che le anime dei suoi avversari(dopo essere stati uccisi da lui) diventano tutte dei suoi servi nell'oltretomba. Le tecniche usate da Vermeer sono: 
- Cosmic Marionation: la stessa tecnica del suo successore del ventesimo secolo Minos di Grifon, tecnica che mediante dei fili invisibili generati dal cosmo del Giudice fa muovere tutto il corpo dell'avversario secondo la volontà di Vermeer, proprio come sé l'avversario fosse una marionetta nelle sue mani, è che può decidere anche di uccidere se lo desidera.[77]
- Cosmic Marionation Variante: è una variante della tecnica precedente con la quale Vermeer rompe tutte le ossa del corpo dell'avversario facendolo muovere come in una specie di balletto che danneggia tutte le ossa del corpo.[69]
- Filo Infernale: è un filo invisibile che non può essere distrutto o tagliato in nessun modo, con il quale Vermeer può anche uccidere l'avversario.[69]

### Chagall della Viverna
Uno dei 3 Giudici degli Inferi del diciottesimo secolo, porta il nome di un importante pittore russo. Viene inviato a Firenze(la città dove abita Sasha) da Pandora con l'ordine di rapire Sasha(la dea Atena del diciottesimo secolo), è si scontra contro Tenma di Pegasus che è lì per proteggere la dea; inizialmente il giudice si dimostra enormemente superiore al Saint.
Chagall (come Vermeer e Suikyo) è definito come uno dei 3 Spectres più forti tra i 108, inoltre viene specificato che Chagall è molto più forte dello Spectres Giulietta di Papillon. 
Le tecniche di Chagall sono: 
- Greatest Caution: la stessa tecnica del suo successore del ventesimo secolo Radamantis della Viverna. È un potente colpo che ha le sembianze di una grande Viverna, con cui travolge l'avversario.[78]

### Giulietta di Papillon
Uno dei 108 Spectres di Hades, Spectres di Papillon del diciottesimo secolo, ha lo stesso aspetto di Myu di Papillion il suo successore nel ventesimo secolo. Con le sue Fairy(le farfalle del mondo della morte) spia tutto ciò che accade al Santuario di Atena, poi dopo aver fatto rapporto a Pandora, viene inviato da essa nella città di Firenze, per uccidere la dea Atena del diciottesimo secolo di nome Sasha. Qui Giulietta tenta alcune volte di uccidere Atena(la quale è protetta da una barriera invisibile generata dal cosmo della stessa dea), ma poi si scontra con Tenma di Pegasus, è dopo un duro scontro viene sconfitto da esso.
Durante il duello contro Tenma, Giulietta ci dice che egli combatte in un modo armonioso e leggiadro come il volo di una Farfalla. Le tecniche di Giulietta sono: 
- Fairy Thronging: la stessa tecnica del suo successore Myu di Papillon. Giulietta richiama con il suo cosmo le Fairy le farfalle del mondo della morte, che circondano l'avversario e poi lo conducono all'istante nella Yomotsu Hirasaka(l'entrata del regno dei morti), gettandolo direttamente nel pozzo del regno dei morti. Le Fairy inoltre possono essere usate da Giulietta anche come tante spie, capaci di spiare tutto ciò che accade in un determinato luogo.[80]

### Nyaah di Caront
Uno dei 108 Spectres di Hades del diciottesimo secolo. È il traghettatore delle anime dei morti sul grande fiume infernale lo Stinge (predecessore dello Spectre Caronte, indossa la sua stessa Surplice). Come il suo successore Caronte, anche Nyaah vuole essere pagato per far sì che egli trasporti le anime dei morti con la sua imbarcazione simile ad una gondola Veneziana, facendo loro così attraversare il grande fiume Stige che si trova nella parte iniziale dell'inferno.

### Spectres di Worm
Uno dei 108 Spectres del diciottesimo secolo, ha lo stesso aspetto del suo successore del ventesimo secolo Laimy di Worm. Insieme a un gruppo di 7 Spectres di Hades tenta di invadere il Santuario di Atena superando la casa del Leone, ma lui insieme ai 7 Spectres verranno uccisi tutti quanti con facilità da Goldie e Kaiser del Leone.
- Worm's Bind: è la stessa tecnica del suo successore Laimy. I tentacoli che fuoriescono dalla sua armatura avvolgono l'avversario e velocemente lo stritolano a morte.[81]

### Spectres di Gargoyle
Uno dei 108 Spectres del diciottesimo secolo. Appare poche volte all'interno della storia perlopiù con il compito di messaggero, portando dei messaggi o degli ordini inviati da Pandora. Dei suoi poteri conosciamo poco, solamente che possiede una grande capacità di teletrasporto, infatti più di una volta lo si vede apparire e scomparire in un istante da un luogo, come fosse un fantasma, teletrasportandosi. 
La sua armatura Surplice è totalmente nuova, infatti appare per la prima volta in Next Dimension, è di essa esiste anche una scheda tecnica.

### Mīyan della Rana
Uno dei 108 Spectres di Hades del diciottesimo secolo, ha lo stesso aspetto del suo successore nel ventesimo secolo Zelos della Rana. Appare alcun volte al castello di Pandora, perlopiù commentando e parlando con Pandora di ciò che sta avvenendo in quel determinato momento.

## Seguaci di Artemide

### Guardiane lunari (Satelliti)
Le Guardiane lunari (月衛士?, Sateraito), sono un gruppo di guerriere fedeli alla dea della Luna, Artemide.
Nell'edizione originale i kanji che compongono il nome del gruppo sono letti Satallite attraverso l'uso del furigana (o rubi), caratteristica che si è cercato di mantenere in quella italiana scrivendo la parola Satellite in piccolo, sopra la traduzione degli ideogrammi. Non si sa molto sulle Satellite, tranne che risiedono principalmente nel Santuario di Artemis alle pendici del monte Olimpo; questo tempio è protetto da molte arciere (le Satelliti appunto, il cui numero non è noto, ma sono molto numerose) che indossano armature identiche fra loro (probabilmente sono semplici soldatesse) e dalla loro comandante Callisto. Esiste un corpo speciale d'attacco, comandato da La Scoumune. Le Satelliti vengono denominate "le guardiane" del Santuario della Luna, dimora della dea Artemide.
A differenza delle sacerdotesse guerriero di Athena (le Saint donna), le Satellite non indossano maschere in combattimento e fanno uso di armi: archi e frecce, inoltre alcune frasi da loro pronunciate fanno capire la loro natura di cacciatrici. Questi sono chiari riferimenti anche alla natura della loro dea Artemide, che secondo il mito, era anche la dea del tiro con l'arco e della Caccia.
Si conoscono i nomi di soli due membri appartenenti a questa stirpe di guerriere:
- Callisto (カリスト?, Karisuto), comandante delle Satellite e braccio destro di Artemide, molto vicina alla sua dea. Manda La Scoumune ad uccidere Atena e Andromeda all'insaputa della sua Signora per evitare che questa soffra per le scelte della sorella, e libera dalla prigione lunare Toma, l'angelo decaduto, che invia ad uccidere Seiya. Indossa un'armatura argentea e possiede uno scettro a mezzaluna, simile a quello della dea Artemide. Il suo nome deriva dalla ninfa Callisto, che secondo la mitologia faceva parte del seguito della dea della caccia di cui era amante.[84]
- La Scoumune (遊撃隊長 ラスクムーン?, Yūgekitai-chō Rasukumūn), comandante delle truppe d'assalto dell'armata di Artemide. Viene mandata da Callisto ad uccidere Athena, si scontra con Shun di Andromeda e riesce a metterlo in difficoltà, ma viene battuta con facilità da Ikki di Phoenix. Ha un occhio bendato, indossa un'armatura nera che raffigura un serpente e usa come armi, arco e frecce. Sotto il suo comando vi sono 10 Satelliti (i corpi di attacco) che indossano armature nere simili alla sua, e che usano anch'esse come armi, archi e frecce. Esse attaccano Shun di Andromeda ma vengono sconfitte da una sua tecnica lanciata con la sua speciale catena. La tecnica d'attacco di La Scoumune si chiama "Crimson Viper", con cui tramite il suo arco scaglia una freccia intrisa del suo cosmo che si illumina di una luce purpurea; questa freccia tramite un'illusione prende le sembianze di uno spaventoso serpente e colpisce l'avversario in un punto vitale come il cuore o la testa.[84]

Le Satelliti e Callisto compaiono anche nel manga Saintia Sho.

### Ecate
Hecate (月の魔女ヘカーテ?, Tsuki no Majo Hekāte). Strega della luna che sorveglia la strada che conduce al tempio della dea Artemis, situato sull'Olimpo. Il suo nome deriva da quello della dea minore Ecate, ed è probabile che questo personaggio sia la stessa cosa.
Saori e Shun, teletrasportatisi sull'Olimpo per salvare Seiya dalla maledizione della spada di Hades, incontrano lungo il tragitto per il santuario della Luna (dimora della Dea della luna Artemis, sorella maggiore di Athena), un'anziana signora dell'età di ben mille anni che dice di essere Hecate, la strega della luna, guardiana della strada che conduce a tale santuario. Ella con i propri poteri illusori genera una foresta/labirinto che impedisce ai due di proseguire e chiede ad Atena una ciocca di capelli in cambio della scomparsa delle illusioni e di aiuto per raggiungere Artemide. In seguito Hecate, tornata giovane grazie ad un infuso preparato con i capelli della dea, incontra nuovamente Saori e Shun e decide di accompagnarli da Chronos, il Dio del Tempo, che dimora in un luogo simile ad un grande lago dove confluiscono diversi fiumi, situato ai piedi del monte Olimpo; qui il dio, irritato da Hecate poiché l'ha risvegliato dal suo antico sonno, riduce in un attimo il corpo della strega in pezzi e ne spedisce i resti a 100 anni luce di distanza. Più avanti la strega, grazie al suo cosmo che gli deriva dalla Luna (ella infatti è la strega lunare), riesce a rigenerare il suo corpo e a teletrasportarsi indietro, discutendo poi con Chronos, di Atena e del suo viaggio nel passato. Successivamente incontra Ikki e gli rivela che Saori e Shun sono andati al tempo della passata Guerra Sacra (XVIII secolo) e lo conduce al passaggio spazio-temporale che il Saint userà per andare anch'egli nel passato. In seguito Hecate incontra alla pendici dell'Olimpo anche Hyoga del Cigno e Shiryu di Dragon e aiuta anche loro, conducendoli al Lago del tempo del dio Chronos, dal quale i due potranno andare nel passato, raggiungendo Atena e gli altri Saint.
Hecate dimostra di avere alcuni poteri:
- La capacità di creare illusioni
- La capacità di rigenerare il proprio corpo grazie all'aiuto della Luna
- La capacità di trasformarsi in un corvo, quindi di volare, grazie a questa trasformazione.
- La capacità di percepire il cosmo degl'altri
- Inoltre essendo una fattucchiera, è esperta di infusi e pozioni

## Angels

### 4 Angeli di Apollo.
Dal volume finale di Saint Seiya Next Dimension si viene a conoscenza che gli Angeli sono 4, è sono i protettori del Tempio di Apollo. Inseguito sono diventati 3, poiché Toma fu scacciato da Apollo poiché non era ubbidiente al dio. I 3 Angeli hanno la capacità di trasformarsi in cavalli alati volanti come "Pegaso", è trainano il carro del Sole di Apollo.

### Toma
Toma (斗馬, Toma). Guerriero dell'Olimpo, Angelo.

Toma sulla copertina del 4º volume dell'edizione italiana di Saint Seiya - Next Dimension - Myth of Hades (black edition)

Toma fa la sua comparsa nel sequel ufficiale del manga classico cioè Next Dimension per la prima volta al capitolo 30. Come nelle tavole del "Tenkai-Hen" appare incatenato in una prigione lunare, dove riceve la visita di Callisto (comandante delle Satelliti) che gli ordina di uccidere Seiya. Callisto lo chiama Angelo decaduto con un'ala sola e fa riferimento a una punizione dovuta probabilmente a una ribellione. In queste tavole Toma indossa una maschera (del tutto simile a quella del film "Le porte del Paradiso"), ma questa volta si svela che la maschera che indossa ha il potere di tener segregata la sua volontà ai voleri di Artemide. Indossa un'armatura che ha come nome "Glory dello Sleep Angel", essa è un'armatura bianco/azzurra dotata di ali che riproduce in totem un angelo dormiente. Il significato del nome di questa armatura, considerando anche la traslitterazione giapponese, è "Veste dei Cieli dell'Angelo Dormiente".
Come si capisce dal volume 7 di Next Dimension, Toma è un guerriero che odia coloro che non aiutano il prossimo. Egli vuole ritrovare a tutti i costi sua sorella maggiore che non vede da molti anni, e che sembra essere Castalia (anche se lui non lo sa). Dopo essere sceso sulla Terra si appresta ad uccidere Seiya che in coma su una sedia a rotelle non può reagire, ma viene bloccato prima dal cosmo di Atena contenuto nel braccialetto di fiori regalatogli da Saori/Lady Isabel, poi dall'intervento di Castalia e Cristal, con cui si scontra brevemente, dopodiché decide di andare via, rimandando lo scontro. Giunge poi a Goro-ho (Cinque Picchi) dove si scontra brevemente con Sirio il dragone gettandolo nella grande cascata, andando poi via credendolo morto. Tornato sull'Olimpo, si scontra (di nuovo) brevemente con Cristal giunto in quel luogo, ma poi viene bloccato dalla tecnica "Koliso" del Saint, e non può in tal modo inseguirlo, nel mentre Hyoga insieme a Sirio raggiungono il XVIII secolo attraverso il varco temporale di Cronos.
Inseguito aiuta Shaina e Marin nel tentativo di estrarre la spada di Hades dal petto di Seiya.
Poi si viene a sapere che Toma faceva parte dei 4 Angeli di Apollo, ma egli stesso dice che si è sempre e solo considerato un essere umano e non un Angelo, perciò non era fedele ad Apollo e per questo fu scacciato dal Dio, è poi imprigionato nella Prigione Lunare. 
Egli dice che il suo unico desiderio è sempre stato quello di ritrovare sua sorella maggiore.

## Personaggi minori
- Serpente d'oro. Gigantesco serpente dorato, custode della casa di Ofiuco sin dall'era mitologica.[23]
- Shake. Inquietante serpente parlante emissario di Ofiuco.
- Samael, serpente parlante che avvelena Saori con il suo potente veleno. Porta il nome dell'angelo della morte della religione Ebraica.[90]
- Serpenti di Ofiuco: centinaia di Serpenti velenosi di varie dimensioni(grandi e piccoli) che sono sotto gli ordini del Gold Saint di Ofiuco.
- Soldati semplici di Atena, sorvegliano il Santuario della dea.
- Re Leone: Leone Gigante capo di un branco di 100 Leoni sul monte Nemea, Grecia. È estremamente forte e possiede poteri telepatici, e conosce anche il linguaggio umano.
- Leoni del monte Nemea: un grande gruppo di leoni che nel diciottesimo secolo vivono liberi sul monte Nemea, in Grecia, sotto il comando del Re Leone.